# Catunda
Catunda é um município brasileiro do estado do Ceará, Mesorregião do Noroeste Cearense, teve seu desenvolvimento a partir do século XIX às margens do Rio Macacos na Bacia do Acaraú. Seus principais centros urbanos são: Catunda (sede), Paraíso e Vidéo (distritos). Sua população é de 10 444 habitantes, conforme dados do IBGE (censo demográfico de 2022).  A área territorial é de 784,022 km² e a densidade demográfica é de 13,32 hab/km².
Emancipado em 1990, Catunda é o quinto município mais jovem do Ceará, possui um colégio eleitoral com 9,5 mil eleitores. A cidade é conhecida como a “Princesa da Serra Branca” por ser o local onde está localizado o ponto culminante do Estado (ponto mais alto), o Pico da Serra Branca com 1.154,56 metros de altitude. O Município destaca-se ainda por ser um dos 30 menos violentos do Ceará (com baixos índices de homicídios em relação aos demais municípios, é considerada uma das melhores cidades para se viver no interior cearense), o IDH de Catunda está entre os melhores de sua mesorregião.
O PIB do município é estimado em quase 100 milhões de reais, seu PIB Per capita é o maior entre seus vizinhos (com exceção de Santa Quitéria), é também um dos mais elevados do Estado. A cidade destaca ainda pela diversidade e hospitalidade de seu povo, seu lema é: "A cidade que abraça seus visitantes", a mesma está localizada na Rota Turística da Serra da Ibiapaba, cortada pela CE 176, que liga o Cariri Cearense ao Litoral Oeste (uma das maiores e mais importantes rodovias do Ceará).

## Formação Administrativa
Catunda tem como seu primeiro nome Madalena, que em 1933 se tornara distrito de Santa Quitéria. Em 1938, Madalena mudou o nome para Catunda, e adquiriu parte do território do extinto distrito quiteriense Vidéo. Em 1990 Catunda se emancipa de Santa Quitéria, e em 1993, veio o primeiro distrito: Vidéo. Em 1993, mais um distrito: Paraíso.

## Etimologia
O topônimo Catunda é uma alusão ao professor, escritor, historiador, senador Joaquim Catunda. Sua denominação original era Vila Náu, depois Madalena  e, desde 1938, Catunda.

## História
As terras situadas entre as serras: das Matas e das Matinhas; e às margens do rio dos Macacos eram habitadas por diversas etnias, entres elas os Tupinambá, Kanindé, Jenipapo, antes da chegadas dos portugueses com a expansão da pecuária e as semarias no século XVII, no ciclo da carne do charque. Das fazendas de gado implantadas na região e das habitações ao redor da capela de Santa Madalena surge o povoado da Vila de Náu (uma alusão a um fazendeiro local, Francisco Pereira Nau).

### Século XIX
A povoação que deu origem a cidade de Catunda originou-se por volta de 1850, de uma fazenda denominada Madalena, de posse do Senhor Raimundo Pereira de Matos. Seu povoado teve seu desenvolvimento atrelado à construção da Capela do Sagrado Coração de Jesus, fato comum à maioria das cidades que figuram nesta região, que também se desenvolveram a partir de igrejas.

### Século XX
A sede da fazenda Madalena ficava onde hoje é o Bairro do Açude, porém com a morte de Raimundo Pereira de Matos em 1911 é feito o inventário de seus bens, como era um homem de muitas posses, as terras da fazenda Madalena.

## Política
Lista de Prefeitos:
- Regina Elena Magalhães (1992 a 1996)
- Francisco Antônio Lima (1996 a 2000)
- Francisco Antônio Lima (2000 a jul/2004)
- Antônio Pereira Leitão (jul a dez/2004)
- Francisco Ernane Peres Lima (2005 a 2008)
- Francisco Ernane Peres Lima (2008 a 2012)
- Antônio Pereira Leitão (2013 a 2016)
- Ravenna Fernandes Gomes Mesquita Lima (2017 - 2024 )
- Douglas Negreiros (atualidade)

A administração municipal localiza-se na sede: Catunda.

## Subdivisão
Atualmente Catunda tem 3 distritos:
- Catunda (distrito-sede)
- Paraíso
- Vídeo

## Geografia

### Clima
Tropical quente semiárido, com pluviometria média de 733,5 e chuvas concentradas de janeiro a abril. Com temperaturas entre 30º a 35 °C. Suas estações, como em todo Nordeste, são inverno e verão.

### Hidrografia e recursos hídricos
As principais fontes de água fazem parte da bacia do rio Acaraú, sendo elas os riachos: dos Macacos, do Abreu e do Porão e outros tantos. Existem ainda diversos açudes, dentre eles: Carmina e Japiaçu.

### Relevo
O principal acidente geográfico de Catunda é a Serra das Matas, com uma área de aproximadamente 195,4 km², que faz limite com o município de Monsenhor Tabosa.

### Vegetação
Floresta caducifólia espinhosa (caatinga arbórea) na maior parte do município, especialmente nas porções centro e sul do território, e floresta subcaducifólia tropical pluvial (mata seca) na porção norte do território, tanto na área da sede do município, quanto na serra das Matas.

## Economia
A base da economia local é agricultura: algodão arbóreo e herbáceo, banana, mamona, milho e feijão, e pecuária: bovino, suíno e avícola.

## Cultura
Os principais eventos culturais são:
- Festa Catunda Cidade Junina: Santo Antonio da Alegria (10 a 13 de junho).
- As festas dos padroeiros: Sagrado Coração de Jesus e Santa Maria Madalena (13 a 22 de julho).
- Festa de Emancipação Municipal (27 de dezembro).
- Festa da Oitava (dezembro).